# Fori Imperiali (métro de Rome)
Fori Imperiali est une future station du métro de Rome, située sur la ligne C,.

## Histoire
L'inauguration Fori Imperiali est prévue pour septembre 2025, et doit proposer une correspondance avec la station Colosseo de la ligne B, situé à proximité.

## À proximité
La station dessert de nombreux sites, musées et monuments, notamment : le Colisée, l'arc de Constantin, le Forum Romanum, les forums impériaux, les Sept collines de Rome Mont Palatin, Cælius et Oppius, la piazza Venezia, le Palais de Venise la place du Capitole, le musée du Capitole, le monument à Victor-Emmanuel II, la Domus Aurea, la basilique Saint-Clément-du-Latran, l'église Santi Quirico e Giulitta, la basilique Santa Maria in Domnica, la basilique Santi Giovanni e Paolo, la basilique des Quatre-Saints-Couronnés, le parc Colle Oppio.